# ترسانة

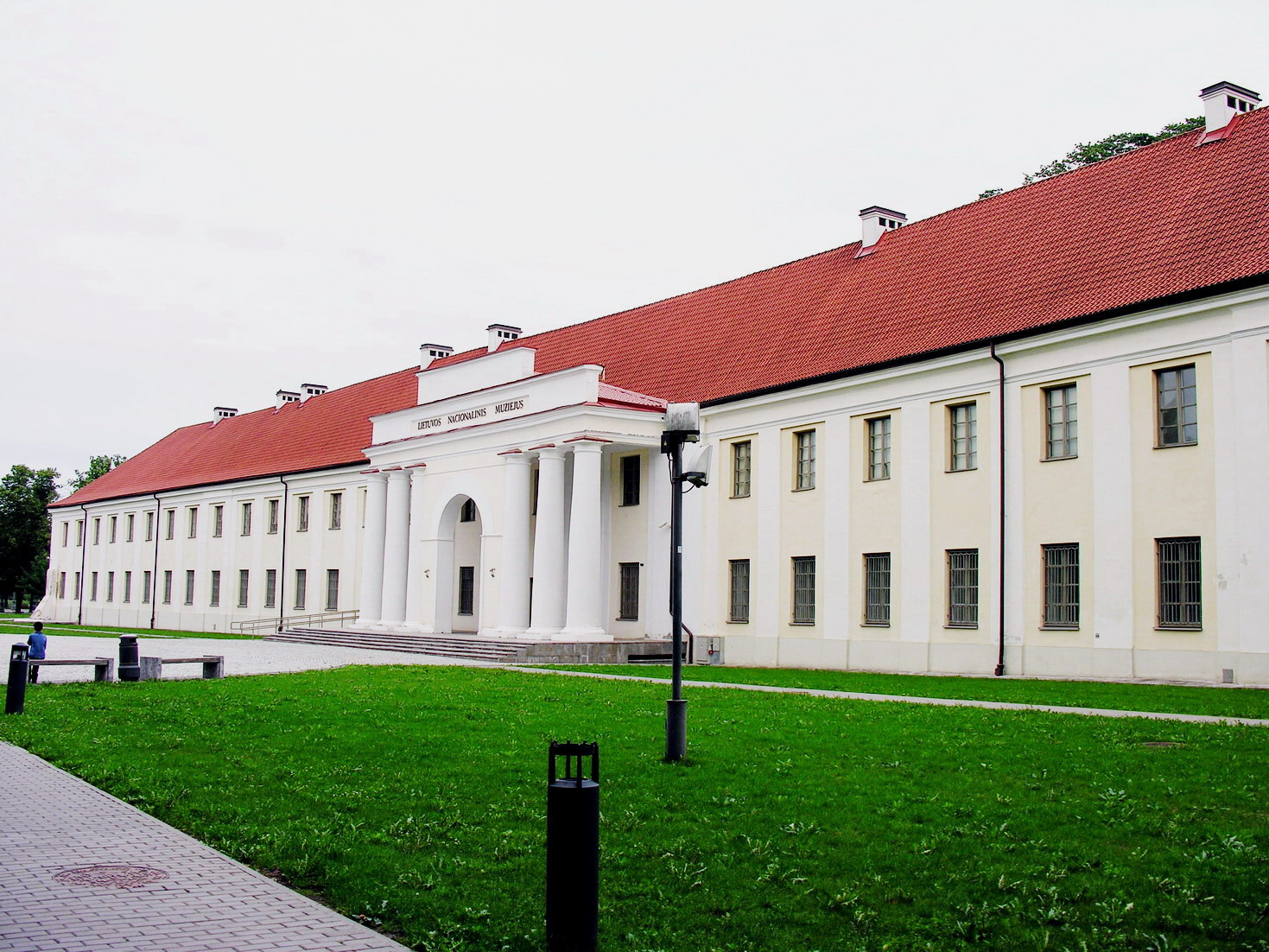

الترسانة أو دار الصناعة، مكان يتم فيه صنع الأسلحة والذخيرة أو صيانتها وإصلاحها أو تخزينها وتصديرها، سواء كانت مملوكة للدولة أو عامة.
اشتق الأسم arsenal في الإيطالية والفرنسية من اللغة العربية لدار الصناعة.